# Olga Lara
Olga Francia Elena Lara Soto (Azua, República Dominicana; 16 de septiembre de 1953) conocida artísticamente como Olga Lara, es una cantautora y poeta dominicana. Reconocida por ser una exponente de la música merengue y balada en la República Dominicana durante la década de los años 80 y principios de los 90. 

## Biografía

### Inicios
Olga Lara es hija de la profesora Estela D'Soto y Elpidio Lara. Desde temprana edad, mostró interés por la música, realizando estudios de piano y guitarra en su pueblo natal. Durante su infancia, fue parte del Coro del Ayuntamiento Municipal y de la Tuna del Colegio de Azua. Sus primeras presentaciones musicales ocurrieron en eventos escolares y religiosos en el Colegio San José de Azua.

### Primeros años musicales
Comenzó su carrera artística en 1979, incentivada por el periodista Frank Natera y apoyada por el maestro Bienvenido Bustamante y el presentador Yaqui Núñez del Risco. Su primera aparición televisiva fue en el programa El Show del Mediodía y luego participó en el programa Fiesta de Teleantillas, entre otros espacios que sirvieron como plataforma para su carrera musical.
En 1981 lanzó su primer álbum, Olga Lara su voz y sus canciones,, bajo el sello Combo Records de Johnny Ventura. Este disco, compuesto íntegramente por canciones de Lara, le valió una nominación a Compositora del Año en los premios El Dorado junto a Cheo Zorrilla y Leonor Porchela de Brea. Ese mismo año, ganó el premio El Dorado por Cantante del Año y el Premio Casandra (actualmente Premios Soberano) como Cantante más Popular. También en 1981, realizó su primera gira, Olga Lara le canta a Santo Domingo.
En 1982 recibió nuevamente el Premio El Dorado y el Premio El Ángel como Cantante del Año. Ese año debutó en el Palacio de Bellas Artes con el espectáculo Olga Lara es un espectáculo, y también presentó La Espectacular Olga Lara en la sala Eduardo Brito del Teatro Nacional, bajo la producción de Ónix Báez y la dirección musical de Manuel Tejada.
En 1984 lanzó su segundo álbum, Romance y ritmo con el cual continuó recibiendo reconocimientos, incluyendo disco del año y cantante del año en los premios El Gordo del Año y el premio Merengue del Año por sus canciones "Mi vida", "No te creas" y "Cualquiera se engaña". Ese mismo año, presentó el espectáculo Mi vida en el Palacio de Bellas Artes, bajo la dirección de Freddy Beras-Goico y la dirección musical de Jorge Taveras. 

### Olga Lara es otra cosa
En 1985, presentó el concierto Olga Lara es otra cosa, producido por Raphy D’Oleo y llevado a cabo en diversos estadios de la República Dominicana. La gira culminó con una presentación en el Puente de la 17, y desde entonces el nombre del espectáculo se asoció con su imagen artística.  Ese año, fue reconocida como Artista más Popular por la Gran Encuesta de la Tarde Alegre y su canción "Cualquiera se engaña", parte de su tercer álbum del mismo título, fue galardonada como Canción Preferida del Año.
En 1987, volvió al Palacio de Bellas Artes con el espectáculo Héctor, que todos te conozcan y que todos te quieran, un homenaje al poeta Héctor J. Díaz. La producción, dirigida por Freddy Beras Goico y con la dirección musical de Jorge Taveras, fue galardonada con el Premio Casandra al Espectáculo del Año, y Lara fue reconocida nuevamente como Cantante más Destacada del Año. En 1988, lanzó el libro Algo de mí, una recopilación de 50 de sus canciones. 
En 1989, participó en el espectáculo Fiesta de Nueva Ola en el Palacio de Bellas Artes, con canciones de la década de 1960. Posteriormente, presentó otros espectáculos como Olga Lara: Popularísima, Variedades y el concierto Amor a escondidas en la Plazoleta La Trinitaria, con la dirección musical de Jorge Taveras.
Su despedida de los escenarios ocurrió en 1995 con el espectáculo Cristal, presentado en la Sala Principal del Teatro Nacional. Bajo la producción de Guillermo Cordero y la dirección musical de Armando Olivero, el espectáculo fue reconocido con el Premio Casandra como Espectáculo del Año. Cristal fue filmado por RTVD y transmitido como especial navideño en la televisión dominicana.  Después de esto, Olga decidió retirarse de la vida pública para llevar a cabo metas personales.

### Compositora y poeta
Olga Lara ha compuesto más de 200 canciones y alrededor de 400 poemas. Varios de estos temas han sido grabados por ella y otros artistas, como Fernando Villalona, Belkis Concepción y la Chicas del Can, Niní Cáfaro, Raúl Grisanti, Awilda de Puerto Rico, Bertico Sosa, Robert del Castillo y el Combo Show de Johnny Ventura. El artista Alex Matos regrabó su canción "Aprenderé" en versión salsa. En 2024, la cantante mexicana Thalía grabó la canción inédita "Nueva Navidad", de la autoría de Lara, en versión bachata. 
Las canciones de Olga Lara "Él no pasa de moda" y "Recorriendo mi pueblo" fueron incluidas en la colección Los Artistas Cantan a Cristo, y esta última en una producción de la Secretaría de Estado de Turismo que recopila canciones representativas de cada pueblo del país. A lo largo de su carrera, varios sellos discográficos han apoyado su trabajo, como Combo Records, CBS International, Musicor, Ringo Record y Karen Record.
En 2013 fue declarada Hija Meritísima de Azua por sus contribuciones a la música y su trayectoria artística. El homenaje se realizó durante las fiestas patrias de su ciudad natal, donde también se reconoció a otros compositores y poetas de la región.
Como escritora, ha publicado los libros Cosas del alma, a la luz de la psicología,  presentado en la Biblioteca Nacional Pedro Henríquez Ureña; Tras las barrancas, presentado en la Feria del Libro 2022, y De vuelta a casa, una recopilación de poemas dedicados a su ciudad de Azua.
En 2022 fue reconocida por el Senado de la República por su aporte al arte popular, la cultura y su labor como psicóloga. En 2024 lanzó su canal de YouTube Otra cosa con Olga Lara.
Su trayectoria ha sido mencionada en libros como Personalidades Dominicanas de Rafael Molina Morillo, Recopilación de la Música Popular Dominicana de González Canahuate, Grandes Dominicanos de Carlos T. Martínez, y Así se vive en Azua de Luis (Chito) Naut. Algunos de sus poemas han sido incluidos en diversas antologías.

## Discografía
- 1981: Olga Lara: Su Voz y Sus Canciones - Combo Records
- 1984: Romance y Ritmo - CBS Dominicana
- 1985: Cualquiera Se Engaña - CBS Dominicana
- 1986: Mala Amiga - MUSICOR
- 1987: Isla Para Dos - MUSICOR
- 1993: La Revancha - Ringo Records
- 1995: ¡Éxitos! - Ringo Records
- 2015: Olga Lara es otra cosa (Éxitos) [44]

## Premios y reconocimientos destacados
- 1980: Premio El Dorado por Revelación del Año [45]
- 1981: Premio El Dorado por Cantante del Año [1]
- 1981: Premio El Ángel por Cantante del Año [12]
- 1981: Premio El Cassandra por Cantante más popular
- 1982: Premio El Dorado por Cantante del Año
- 1982: Premio El Ángel por Cantante del Año
- 1983: Premio El Gordo del Año por Cantante más destacada [14]
- 1984: Premio El Gordo del Año por Disco del año con Romance y ritmo
- 1985: Premio Merengue del Año por Disco del Año con Cualquiera se engaña
- 1985: Premio El Gordo del Año por Cantante del Año
- 1985: Miembro de Honor del Ateneo Dominicano [46]
- 1985: Medalla Paul Harris Fellow, por su labor humanitaria [47]
- 1987: Premio El Casandra por Espectáculo del Año con Héctor, que todos te conozcan y que todos te quieran [1]
- 1995: Premio El Casandra por Espectáculo del Año con Cristal [18]
- 2013: Acroarte: Premio a Trayectoria Artística [34]
- 2013: Hija Distinguida e Hija Meritoria de Azua [31]
- 2015: Premios Soberano: “Soberano al Mérito” por Trayectoria Artística [44]
- 2016: Premiación Puertoplateños Sobresalientes: Artista de la Patria [48][49]
- 2017: SGACEDOM (Sociedad de compositores dominicanos): Reconocimiento especial a su trayectoria.  [50]

- 2022: Premiada por el Centro Cultural Perelló, por su trayectoria de vida. [37]
- 2022: Reconocida por el Ayuntamiento de la ciudad de Neyba [51]
- 2022: Reconocida por el Senado de la República [37]
- 2023: Reconocida por la Universidad Autónoma de Santo Domingo (UASD) [52]
- 2023: Estrella en el Paseo de las Estrellas de Azua de Compostela.[53]